# Quedius laestrygon
Quedius (Microsaurus) laestrygon – gatunek chrząszcza z rodziny kusakowatych.
Gatunek ten opisany został w 2013 roku przez Aleša Smetanę na podstawie pojedynczego samca, odłowionego w 1980 roku. Epitet gatunkowy nawiązuje do Lajstrygonów.
Chrząszcz o ciele długości 14 mm, całkiem czarnym. Głowa duża, zaokrąglenie kwadratowa, z wyraźnym wgłębieniem między nasadami czułków. Żuwaczki duże; prawa z pojedynczym, trójkątnym zębem u nasady, lewa zaś dwoma zębami ulokowanymi w nasadowej połowie krawędzi środkowej: trójkątnym wierzchołkowym i ściętym nasadowym. Przedplecze nieco szersze niż długie, najszersze w połowie długości; jego boczne brzegi tworzą wspólny łuk z szeroko zaokrąglonymi kątami tylnymi. Brak punktów na tarczce. Pokrywy dość długie i grubo punktowane. Na ósmym sternum odwłokowym samca obecne głębokie, szerokie wcięcie pośrodku krawędzi wierzchołkowej, niepoprzedzone obszarem płaskim i gładkim. Krótkie Paramery mają tępe wierzchołki. Środkowy płat edeagusa jest prosty z wąsko łukowatym wierzchołkiem, poniżej którego leży lekko faliste żeberko poprzeczne.
Kusak znany tylko z góry Phulcoki w nepalskim dystrykcie Katmandu.